# ジョーンズリチャード剛
ジョーンズ リチャード剛（ジョーンズ リチャードごう、JONES Richard Goh、1999年5月4日 - ）は、ジャパンラグビーリーグワン静岡ブルーレヴズに所属するラグビー選手。

## プロフィール
- 京都府出身[1]。
- ポジションはフランカー(FL)。
- 身長 177 cm、体重 93 kg
- ニックネームはリチャ。
- 父はウェールズ人、母は日本人[2]。

## 略歴
2018年、伏見工業高校卒業後、東海大学に入学。
2021年、東海大学体育会ラグビーフットボール部の主将に就任。
2022年、静岡ブルーレヴズに加入。同年4月17日に行われたJAPAN RUGBY LEAGUE ONE第13節東京サンゴリアス戦にて先発出場でリーグワン公式戦初出場を果たした。

## 受賞歴
- 2023-24ゴールデンショルダー (DIVISION 1)